# National League w piłce siatkowej mężczyzn (2016/2017)
NIVA Men’s National League 2016/2017 – rozgrywki o mistrzostwo Irlandii Północnej w sezonie 2016/2017 organizowane przez Północnoirlandzki Związek Piłki Siatkowej (ang. Northern Ireland Volleyball Association, NIVA). Zainaugurowane zostały 27 września 2016 roku.
W sezonie 2016/2017 w fazie zasadniczej udział brało 8 drużyn, natomiast do rundy finałowej awansowały 4 najlepsze.
W sezonie 2016/2017 żaden klub z Irlandii Północnej nie brał udziału w europejskich pucharach.

## System rozgrywek
W fazie zasadniczej 8 drużyn rozegrało systemem każdy z każdym po jednym spotkaniu. 4 najlepsze drużyny po fazie zasadniczej walczyły o tytuł mistrzowski, pozostałe natomiast zagrały o zwycięstwo w rozgrywkach Division 1.

## Drużyny uczestniczące
| | NIVA Men’s National League 2016/2017 |   |
| --- | ------------------------------------ | - |
| RAI | Richhill Raiders                     | 1 |
| BLZ | Ballymoney Blaze                     | 2 |
| QUB | Queen's University Belfast           | 3 |
| AZT | Aztecs Eagles                        | 4 |
| | Awans z 1st Division                 |   |
| BSH | Bangor Sharks                        | 2 |
| AWA | Aztecs Warriors                      | 3 |
| GRV | Garvagh Phoenix                      | 4 |
| | Nowi uczestnicy                      |   |
| PVC | PVC Eagles                           | - |
| Oznaczenia: - kolumna pierwsza – skróty nazw drużyn wpisane na mapie (jeśli ta została zamieszczona), - kolumna trzecia – miejsce zajęte przez daną drużynę w poprzednim sezonie. |                                      |   |

## Hale sportowe
| Klub                          | Hala sportowa                                | Miejscowość |
| ----------------------------- | -------------------------------------------- | ----------- |
| Aztecs Eagles Aztecs Warriors | Portadown College                            | Portadown   |
| Ballymoney Blaze              | Dalriada School                              | Ballymoney  |
| Bangor Sharks                 | Aurora Leisure Centre                        | Bangor      |
| Garvagh Phoenix               | Jim Watt Centre                              | Garvagh     |
| PVC Eagles                    | Shankill Leisure Centre                      | Belfast     |
| Queen's University Belfast    | Queen’s University Physical Education Centre | Belfast     |
| Richhill Raiders              | Tandragee Recreation Centre                  | Craigavon   |

## Faza zasadnicza

### Tabela wyników
| Gospodarz \ Gość1          | RAI | BLZ | QUB | AZT | BSH | AWA | GRV | PVC |
| Richhill Raiders           |     | 2:3 | 3:0 |     | 0:3 | 3:0 |     |     |
| Ballymoney Blaze           |     |     |     |     |     |     |     |     |
| Queen's University Belfast |     | 2:3 |     |     | 1:3 | 3:1 | 3:1 |     |
| Aztecs Eagles              | 0:3 | 2:3 | 3:1 |     |     | 3:0 |     |     |
| Bangor Sharks              |     | 0:3 |     | 1:3 |     |     | 1:3 | 0:3 |
| Aztecs Warriors            |     | 0:3 |     |     | 0:3 |     | 0:3 | 0:3 |
| Garvagh Phoenix            | 0:3 | 0:3 |     | 0:3 |     |     |     | 0:3 |
| PVC Eagles                 | 3:1 | 3:0 | 3:0 | 3:0 |     |     |     |     |

Źródło: nivolleyball.com
1 Drużyna gospodarzy jest wymieniona po lewej stronie tabeli.
Kolory:
  zwycięstwo gospodarzy 3:0 lub 3:1
  zwycięstwo gospodarzy 3:2
  zwycięstwo gości 3:0 lub 3:1
  zwycięstwo gości 3:2

### Terminarz i wyniki spotkań
| Data        | Godz. | Gospodarz                  | Rezultat                                | Gość                       |
| ----------- | ----- | -------------------------- | --------------------------------------- | -------------------------- |
| WRZESIEŃ    |       |                            |                                         |                            |
| 27.09.2016  | 20:00 | Richhill Raiders           | 0:3 (0:25, 0:25, 0:25)                  | Bangor Sharks              |
| 29.09.2016  | 20:00 | Aztecs Warriors            | 0:3 (15:25, 15:25, 19:25)               | Ballymoney Blaze           |
| 29.09.2016  | 20:00 | Garvagh Phoenix            | 0:3 (9:25, 15:25, 21:25)                | PVC Eagles                 |
| PAŹDZIERNIK |       |                            |                                         |                            |
| 03.10.2016  | 20:00 | Bangor Sharks              | 1:3 (25:18, 23:25, 19:25, 19:25)        | Aztecs Eagles              |
| 04.10.2016  | 20:00 | Richhill Raiders           | 3:0 (25:14, 25:12, 25:10)               | Aztecs Warriors            |
| 05.10.2016  | 20:00 | PVC Eagles                 | 3:0 (25:13, 25:22, 25:12)               | Queen's University Belfast |
| 13.10.2016  | 19:30 | Aztecs Warriors            | 0:3 (10:25, 23:25, 15:25)               | Bangor Sharks              |
| 17.10.2016  | 19:30 | Aztecs Eagles              | 2:3 (13:25, 26:24, 25:23, 22:25, 6:15)  | Ballymoney Blaze           |
| 17.10.2016  | 20:00 | Bangor Sharks              | 0:3 (17:25, 15:25, 12:25)               | PVC Eagles                 |
| 20.10.2016  | 19:30 | Aztecs Warriors            | 0:3 (17:25, 11:25, 10:25)               | Garvagh Phoenix            |
| 24.10.2016  | 19:45 | Queen's University Belfast | 3:1 (26:24, 24:26, 25:18, 25:23)        | Aztecs Warriors            |
| 24.10.2016  | 20:00 | Bangor Sharks              | 1:3 (25:20, 25:27, 24:26, 15:25)        | Garvagh Phoenix            |
| LISTOPAD    |       |                            |                                         |                            |
| 03.11.2016  | 19:30 | Aztecs Warriors            | 0:3 (10:25, 9:25, 14:25)                | PVC Eagles                 |
| 07.11.2016  | 19:30 | Aztecs Eagles              | 3:0 (25:18, 25:10, 25:13)               | Aztecs Warriors            |
| 07.11.2016  | 19:45 | Queen's University Belfast | 3:1 (27:25, 25:18, 21:25, 25:18)        | Garvagh Phoenix            |
| 09.11.2016  | 20:00 | PVC Eagles                 | 3:1 (17:25, 25:18, 25:20, 25:21)        | Richhill Raiders           |
| 14.11.2016  | 20:00 | Aztecs Eagles              | 3:1 (25:22, 23:25, 27:25, 25:11)        | Queen's University Belfast |
| 17.11.2016  | 20:00 | Garvagh Phoenix            | 0:3 (10:25, 11:25, 12:25)               | Richhill Raiders           |
| 21.11.2016  | 20:00 | Bangor Sharks              | 0:3 (24:26, 23:25, 23:25)               | Ballymoney Blaze           |
| 21.11.2016  | 20:00 | Aztecs Eagles              | 0:3 (13:25, 14:25, 11:25)               | Richhill Raiders           |
| 22.11.2016  | 20:00 | Richhill Raiders           | 3:0 (25:14, 25:20, 25:13)               | Queen's University Belfast |
| 23.11.2016  | 20:00 | PVC Eagles                 | 3:0 (25:9, 25:11, 25:14)                | Aztecs Eagles              |
| 24.11.2016  | 20:00 | Garvagh Phoenix            | 0:3 (22:25, 20:25, 20:25)               | Aztecs Eagles              |
| 28.11.2016  | 19:45 | Queen's University Belfast | 1:3 (22:25, 25:18, 22:25, 23:25)        | Bangor Sharks              |
| GRUDZIEŃ    |       |                            |                                         |                            |
| 06.12.2016  | 20:00 | Richhill Raiders           | 2:3 (25:16, 19:25, 25:22, 23:25, 13:15) | Ballymoney Blaze           |
| 12.12.2016  | 19:45 | Queen's University Belfast | 2:3 (19:25, 19:25, 25:19, 25:23, 13:15) | Ballymoney Blaze           |
| 14.12.2016  | 20:00 | PVC Eagles                 | 3:0 (25:16, 25:16, 25:21)               | Ballymoney Blaze           |
| 19.12.2016  | 20:00 | Garvagh Phoenix            | 0:3 (15:25, 20:25, 20:25)               | Ballymoney Blaze           |

### Tabela
| Lp. | Drużyna                    | Pkt | Mecze | Mecze | Mecze | Rodzaj wyniku | Rodzaj wyniku | Rodzaj wyniku | Rodzaj wyniku | Rodzaj wyniku | Rodzaj wyniku | Sety | Sety | Sety  | Małe punkty | Małe punkty | Małe punkty |
| Lp. | Drużyna                    | Pkt | M     | W     | P     | 3:0           | 3:1           | 3:2           | 2:3           | 1:3           | 0:3           | wyg. | prz. | stos. | zdob.       | str.        | stos.       |
| --- | -------------------------- | --- | ----- | ----- | ----- | ------------- | ------------- | ------------- | ------------- | ------------- | ------------- | ---- | ---- | ----- | ----------- | ----------- | ----------- |
| 1   | PVC Eagles                 | 21  | 7     | 7     | 0     | 6             | 1             | 0             | 0             | 0             | 0             | 21   | 1    | 21    | 542         | 340         | 1.594       |
| 2   | Ballymoney Blaze           | 15  | 7     | 6     | 1     | 3             | 0             | 3             | 0             | 0             | 1             | 18   | 9    | 2     | 601         | 547         | 1.099       |
| 3   | Richhill Raiders           | 13  | 7     | 4     | 3     | 4             | 0             | 0             | 1             | 1             | 1             | 15   | 9    | 1.667 | 489         | 424         | 1.153       |
| 4   | Aztecs Eagles              | 13  | 7     | 4     | 3     | 2             | 2             | 0             | 1             | 0             | 2             | 14   | 11   | 1.273 | 507         | 534         | 0.949       |
| 5   | Bangor Sharks              | 9   | 7     | 3     | 4     | 2             | 1             | 0             | 0             | 2             | 2             | 11   | 13   | 0.846 | 532         | 482         | 1.104       |
| 6   | Queen's University Belfast | 7   | 7     | 2     | 5     | 0             | 2             | 0             | 1             | 2             | 2             | 10   | 17   | 0.588 | 568         | 627         | 0.906       |
| 7   | Garvagh Phoenix            | 6   | 7     | 2     | 5     | 1             | 1             | 0             | 0             | 1             | 4             | 7    | 16   | 0.438 | 454         | 525         | 0.865       |
| 8   | Aztecs Warriors            | 0   | 7     | 0     | 7     | 0             | 0             | 0             | 0             | 1             | 6             | 1    | 21   | 0.048 | 336         | 550         | 0.611       |

Źródło: nivolleyball.com
Punktacja: 3:0 i 3:1 – 3 pkt; 3:2 – 2 pkt; 2:3 – 1 pkt; 1:3 i 0:3 – 0 pkt
Zasady ustalania kolejności: 1. liczba punktów; 2. stosunek setów; 3. stosunek małych punktów; 4. bilans w bezpośrednich meczach
     runda finałowa
     II faza Division 1

## Runda finałowa

### Tabela wyników
| Gospodarz \ Gość1 | PVC | BLZ | RAI | AZT |
| PVC Eagles        |     | 2:2 | 3:1 | 3:0 |
| Ballymoney Blaze  | 0:3 |     | 3:1 | 3:0 |
| Richhill Raiders  | 1:3 | 3:0 |     | 3:0 |
| Aztecs Eagles     | 0:3 | 0:3 | 0:3 |     |

Źródło: nivolleyball.com
1 Drużyna gospodarzy jest wymieniona po lewej stronie tabeli.
Kolory:
  zwycięstwo gospodarzy 3:0 lub 3:1
  zwycięstwo gospodarzy 3:2
  zwycięstwo gości 3:0 lub 3:1
  zwycięstwo gości 3:2

### Terminarz i wyniki spotkań
| Data       | Godz. | Gospodarz        | Rezultat                         | Gość             |
| ---------- | ----- | ---------------- | -------------------------------- | ---------------- |
| STYCZEŃ    |       |                  |                                  |                  |
| 16.01.2017 | 19:30 | Aztecs Eagles    | 0:3 (20:25, 17:25, 24:26)        | Ballymoney Blaze |
| 18.01.2017 | 20:00 | PVC Eagles       | 3:1 (24:26, 25:21, 25:23, 25:22) | Richhill Raiders |
| 31.01.2017 | 20:00 | Richhill Raiders | 3:0 (25:20, 25:20, 26:24)        | Ballymoney Blaze |
| LUTY       |       |                  |                                  |                  |
| 08.02.2017 | 19:30 | Aztecs Eagles    | 0:3 (6:25, 15:25, 13:25)         | PVC Eagles       |
| 27.02.2017 | 20:00 | Ballymoney Blaze | 0:3 (15:25, 26:28, 18:25)        | PVC Eagles       |
| 28.02.2017 | 20:00 | Richhill Raiders | 3:0 (25:12, 25:19, 25:15)        | Aztecs Eagles    |
| MARZEC     |       |                  |                                  |                  |
| 15.03.2017 | 20:00 | PVC Eagles       | 3:0 (25:14, 25:12, 25:21)        | Aztecs Eagles    |
| 20.03.2017 | 20:00 | Ballymoney Blaze | 3:1 (18:25, 25:22, 25:22, 25:18) | Richhill Raiders |
| 30.03.2017 | 20:00 | PVC Eagles       | mecz przerwany                   | Ballymoney Blaze |
| KWIECIEŃ   |       |                  |                                  |                  |
| 03.04.2017 | 19:30 | Aztecs Eagles    | 0:3 (16:25, 25:27, 19:25)        | Richhill Raiders |
| 10.04.2017 | 20:00 | Ballymoney Blaze | 3:0 (25:22, 25:19, 25:18)        | Aztecs Eagles    |
| 11.04.2017 | 20:00 | Richhill Raiders | 1:3 (17:25, 18:25, 25:14, 16:25) | PVC Eagles       |

### Tabela
| Lp. | Drużyna          | Pkt | Mecze | Mecze | Mecze | Rodzaj wyniku | Rodzaj wyniku | Rodzaj wyniku | Rodzaj wyniku | Rodzaj wyniku | Rodzaj wyniku | Sety | Sety | Sety  | Małe punkty | Małe punkty | Małe punkty |
| Lp. | Drużyna          | Pkt | M     | W     | P     | 3:0           | 3:1           | 3:2           | 2:3           | 1:3           | 0:3           | wyg. | prz. | stos. | zdob.       | str.        | stos.       |
| --- | ---------------- | --- | ----- | ----- | ----- | ------------- | ------------- | ------------- | ------------- | ------------- | ------------- | ---- | ---- | ----- | ----------- | ----------- | ----------- |
| 1   | PVC Eagles       | 36  | 12    | 12    | 0     | 9             | 3             | 0             | 0             | 0             | 0             | 36   | 3    | 12    | 958         | 648         | 1.478       |
| 2   | Ballymoney Blaze | 24  | 12    | 9     | 3     | 5             | 1             | 3             | 0             | 0             | 3             | 27   | 16   | 1.688 | 968         | 908         | 1.066       |
| 3   | Richhill Raiders | 22  | 13    | 7     | 6     | 7             | 0             | 0             | 1             | 4             | 1             | 27   | 18   | 1.5   | 972         | 875         | 1.111       |
| 4   | Aztecs Eagles    | 13  | 13    | 4     | 9     | 2             | 2             | 0             | 1             | 0             | 8             | 14   | 29   | 0.483 | 814         | 987         | 0.825       |

Źródło: nivolleyball.com
Punktacja: 3:0 i 3:1 – 3 pkt; 3:2 – 2 pkt; 2:3 – 1 pkt; 1:3 i 0:3 – 0 pkt
Zasady ustalania kolejności: 1. liczba punktów; 2. stosunek setów; 3. stosunek małych punktów; 4. bilans w bezpośrednich meczach
Uwaga: Mecz pomiędzy PVC Eagles a Ballymoney Blaze nie został dokończony ze względu na ograniczenia czasowe hali. Nie jest on wliczany do końcowej tabeli.

## Klasyfikacja końcowa
| Lp. | Drużyna                    |
| --- | -------------------------- |
| 1   | PVC Eagles                 |
| 2   | Ballymoney Blaze           |
| 3   | Richhill Raiders           |
| 4   | Aztecs Eagles              |
| 5   | Bangor Sharks              |
| 6   | Queen's University Belfast |
| 7   | Garvagh Phoenix            |
| 8   | Aztecs Warriors            |